# La vida de los Pond
La vida de los Pond (Pond Life) es un serial de cinco "minisodios" de Doctor Who escritos por Chris Chibnall que se publicaron en cinco días consecutivos, del 27 al 31 de agosto de 2012, en el sitio web oficial de Doctor Who, y que sigue la vida de Amy Pond y Rory Williams cuando no están con el Undécimo Doctor. Sirven de precuela para el episodio El manicomio de los Daleks que se emitió al día siguiente del estreno del último minisodio del serial. Los cinco se emitieron como parte del BBC Red Button Service el 1 de septiembre de 2012. Actualmente se encuentran disponibles en el portal YouTube como episodios individuales o como un episodio compuesto por las cinco partes en uno solo al que la BBC tituló "Ómnibus".

## Episodios

### Primera parte - Abril
Mientras en off la voz del Doctor habla a los Pond por teléfono, aparece con una tabla de surf, huyendo de los Sontarans. Cuando le atrapan, lanza la tabla de surf a un río de lava para escapar. También recuerda su encuentro con Mata Hari en la habitación de un hotel de París y recuerda grabar algunos coros de una canción rap. Dice que debería visitarles algún día, si logra hacer que la TARDIS vuele hasta allí correctamente. Entonces aparecen los Pond; Rory borra el mensaje del contestador y los dos brindan por él.

### Segunda parte - Mayo
La TARDIS se materializa dentro de la casa de Amy y Rory, y el Doctor irrumpe en su dormitorio despertándoles. Muy alterado, les dice que el mundo está en peligro y que necesitan salvar el planeta ahora. De repente, se da cuenta de que no tienen ni idea de qué está hablando, y se marcha ya que ha llegado antes de que ninguno de esos terroríficos eventos sucedieran. Cuando Amy cuestiona su decisión, les dice que no se preocupen, que todo está bien. Mientras lo dice, se muestran algunos flashes de Dinosaurios en una nave espacial, con el Doctor, los Pond y otros, todos ante el peligro. El Doctor les desea con una voz tétrica buenas noches, y se marcha. Como no pueden dormir después de esta interrupción del Doctor, la pareja aparece en la cama mirando al techo mientras Rory dice: "Odio cuando hace eso".

### Tercera parte - Junio
Rory sale del dormitorio y va al baño, quedando impresionado con algo y sale corriendo, cerrando tras él la puerta. Vuelve a mirar el baño, y vuelve a impresionarse. Al final, llega Amy y le dice que quiere entrar al baño. Rory a regañadientes la deja entrar. Dentro, encuentran a un Ood sentado en la taza, preguntándoles si necesitan su ayuda. Rory dice "Ood suelto", y Amy simplemente le responde que "Sí", moviendo la cabeza.

### Cuarta parte - julio
El Doctor sabe por los Pond del Ood, y les dice que se estaba preguntando dónde habría ido. En lugar de quedarse pululando por la TARDIS como el Doctor había pensado, se había quedado en casa de los Pond durante su última visita. Entonces se muestra a los Pond tomando un desayuno cocinado, mientras el Doctor les explica por teléfono que rescató al Ood de en medio del conflicto Androvax y lo iba a llevar de vuelta a la Ood Esfera. Cuando el Doctor les pregunta si el Ood se portaba bien, aparecen imágenes del Ood haciendo las labores domésticas, incluyendo hacer la cama, darle a Amy el portátil y a Rory la comida para su "experiencia laboral diaria", tendiendo la ropa y limpiando las ventanas. Cuando Rory le dice al Doctor que el Ood piensa que es su mayordomo, él les asegura que el Ood está "condicionado para servir" y que lo mejor es dejarle continuar. El Doctor cuelga el teléfono al haber problemas en la TARDIS, y los Pond hablan de que se sienten culpables por el servicio del Ood.

### Quinta parte - Agosto
El Doctor llama a los Pond, preguntándoles cómo están, mientras arregla la luz de lo alto de la TARDIS. Les dice que llevó al Ood de vuelta a casa, montó a caballo en la Coventry del siglo XI, y posiblemente inventó la pasta. También dice que les visitó una vez, pero no estaban en casa. El Doctor les pregunta si todo está bien, y después contestando su propia pregunta, dice que es una tontería preocuparse y que "los Pond siempre están bien". Mientras dice esto, aparece una imagen muda de Rory saliendo de casa enfurecido, así como una imagen de Amy tras él, diciendo "Te odio" y después llorando. La siguiente toma muestra al Doctor diciendo adiós. Después, cambia de opinión, apunta el destornillador sónico al teléfono y borra el mensaje que acaba de dejar. Entonces aparece Amy entrando en casa y dejando algunas cosas, tras lo cual se dirige al teléfono, para ver si hay algún mensaje, y no lo hay, ya que el Doctor lo borró. Entonces dice que necesitan a su "hombre desharrapado", como le llamó en En el último momento; más específicamente, que ella, personalmente, necesita al Doctor.